# 马哈巴德共和国
马哈巴德共和国也称库尔德斯坦共和国，是第二次世界大战结束后，伊朗库尔德人在苏联的支持下在伊朗西北部建立的短暂的库尔德人自治政权。执政党是伊朗库尔德斯坦民主党。
1945年12月10日，伊朗阿塞拜疆人在苏联的支持下在伊朗西北部的东阿塞拜疆省成立了阿塞拜疆人民政府。受其影响，库尔德民族主义者、宗教领袖卡齐·穆罕默德于同月15日在西阿塞拜疆省城市马哈巴德成立库尔德人民政府。次年1月22日，卡齐·穆罕默德宣布成立马哈巴德共和国，试图在伊朗建立一个库尔德人自治政权。但是不久苏联迫于西方的压力，宣布从伊朗撤兵。同年12月，伊朗军队占领马哈巴德，政权被推翻。1947年3月31日，卡齐·穆罕默德在马哈巴德被以叛国罪的罪名吊死。

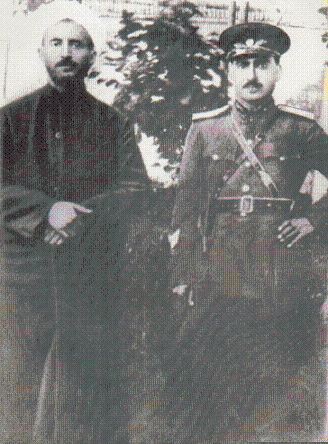
总统卡齐·穆罕默德（左）与穆斯托伐·巴尔札尼将军（1946年）